# Michail Pawlowitsch Rjabuschinski

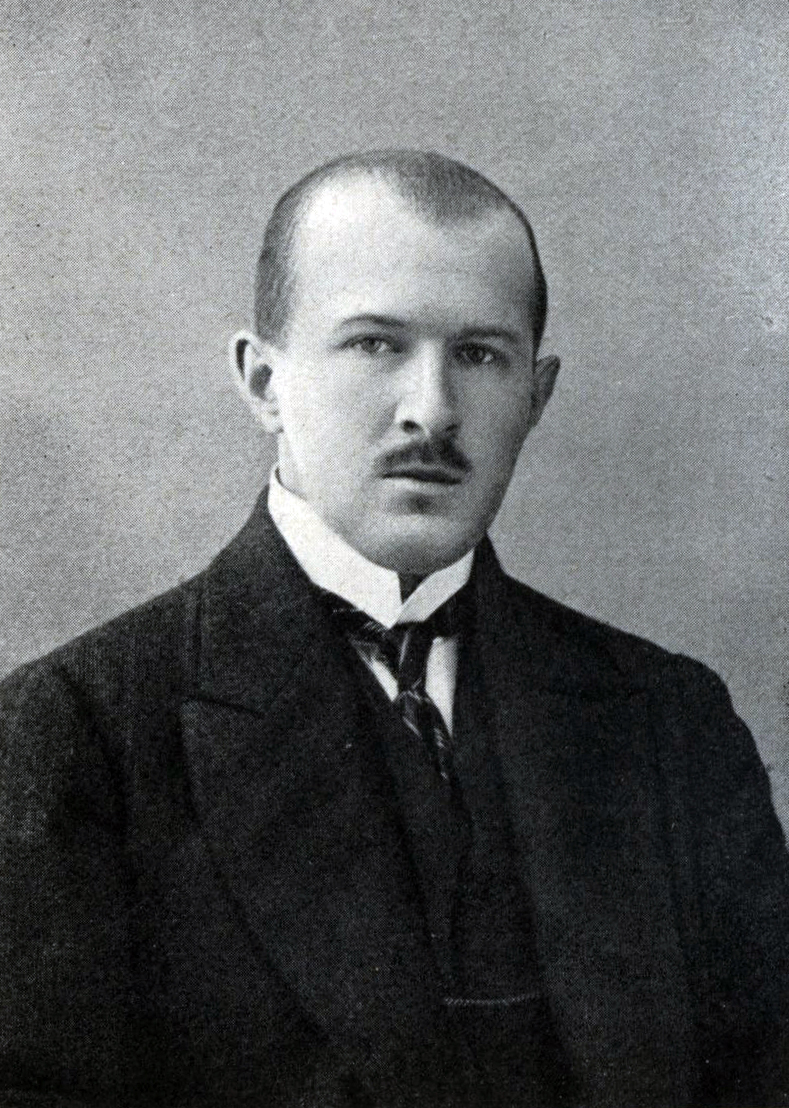
Michail Pawlowitsch Rjabuschinski

Michail Pawlowitsch Rjabuschinski (russisch Михаил Павлович Рябушинский; * 15. Junijul. / 27. Juni 1880greg. in Moskau; † 1960 in London) war ein russischer Bankier und Kunstsammler.

## Leben
Rjabuschinski war der sechste Sohn des altgläubigen Unternehmers Pawel Michailowitsch Rjabuschinski. Er absolvierte die Moskauer Akademie für Angewandte Handelswissenschaften und arbeitete dann in der Industriegesellschaft der Brüder Rjabuschinski mit. Zusammen mit seinen älteren Brüdern Pawel und Wladimir leitete er das Finanzwesen der Familienfirma. Er war Vorstandsmitglied der Charkower Landbank (1901–1917), Gründer und Teilhaber des Bankhauses Gebrüder Rjabuschinski (1902–1912) und Vorstandsmitglied der von ihm gegründeten Moskauer Bank (1912–1917).
Rjabuschinski sammelte seit 1900 Gemälde. 1909 besaß er etwa 100 Gemälde russischer und westeuropäischer Maler. Dazu gehörten Werke von Dmitri Grigorjewitsch Lewizki, Wassili Andrejewitsch Tropinin, Walentin Alexandrowitsch Serow, Alexander Nikolajewitsch Benois, Wiktor Michailowitsch Wasnezow, Michail Alexandrowitsch Wrubel, Alexander Jakowlewitsch Golowin, Pawel Warfolomejewitsch Kusnezow, Boris Michailowitsch Kustodijew, Sergei Wassiljewitsch Maljutin, Ilja Jefimowitsch Repin, Martiros Sarjan, Konstantin Andrejewitsch Somow, Igor Emmanuilowitsch Grabar, Wladimir Jegorowitsch Makowski, Wassili Dmitrijewitsch Polenow, Wassili Wassiljewitsch Wereschtschagin, Pierre Bonnard, Edgar Degas, Camille Pissarro, Claude Monet und Jean-Baptiste Camille Corot. Die Sammlung befand sich in seiner Villa, die früher Sawwa Timofejewitsch Morosow besaß. Sogleich nach der Oktoberrevolution lagerte Rjabuschinski einen Teil der Sammlung wegen  befürchteter Unruhen in die Tretjakow-Galerie aus, während er den Rest im Hause versteckte. Im Januar 1918 schloss er sich der Union der Kunstlagerbetreiber an. Jedoch verließ er noch im gleichen Jahr das Land. Im Oktober 1918 wurde die Sammlung verstaatlicht und blieb in der Tretjakow-Galerie. In der Gegenwart befinden sich die Gemälde der Sammlung in der Moskauer Tretjakow-Galerie, im St. Petersburger Russischen Museum, im Moskauer Puschkin-Museum, in der Kiewer Gemäldegalerie und im Radischtschew-Kunstmuseum in Saratow.
Rjabuschinski emigrierte nach London und eröffnete eine eigene Handelsbank, die Western Bank Ltd. Er war Vorsitzender der Londoner Abteilung der Russischen Industriehandels- und Finanzierungsunion, die 1921 in Paris von früheren russischen Unternehmern gegründet wurde. Nach der Insolvenz seiner eigenen Handelsbank 1930 betätigte er sich als Importeur von Waren aus Bulgarien und Serbien ins Vereinigte Königreich. Nach dem Zweiten Weltkrieg war er Kommissionär kleiner  Antiquare. In seinen letzten Lebensjahren verarmte er und starb in einem Armenkrankenhaus.
Rjabuschinski war verheiratet mit Tatjana Fominitschna Primakowa, Tochter eines Platzanweisers des Bolschoi-Theaters, die als ausgebildete Ballerina im Corps de ballet des Bolschoi-Theaters tanzte. Sie war in ihrer ersten geschiedenen Ehe mit dem verabschiedeten Oberst Komarow verheiratet und hatte den Sohn Sergei und die Tochter Jelena. Rjabuschinski hatte aus seiner Ehe mit Tatjana Fominitschna den Sohn Pawel und die Tochter Tatjana.